# ゲイリー・レイモンド
ゲイリー・レイモンド（Gary Raymond 1935年4月20日 - ）は、イギリスの俳優。1966年 - 1968年に米国ABC放送から2シーズンが放映された、戦争アクションテレビドラマ『ラット・パトロール』のジャック・モフィット軍曹役で知られている。

## 来歴
ゲイリー・バリモア・レイモンドは、ロンドンのブリクストンで劇場のバラエティ・アーティストである両親の元に生まれた。3人兄弟の末っ子で、兄のロビン・ロドニーとゲイリー・バリモアは双子である。ゲイリーの母親は2人を生んで9か月後に結核で亡くなり、2人は乳母に育てられた。ゲイリーは11歳のときにゲートウェイ・スクールの奨学金を獲得し、16歳で卒業するまでそこに在籍していた。
王立演劇アカデミーで学んだ後、ゲイリーは1950年代にロイヤル・シェイクスピア・カンパニーでマクベス、オベロン、クラウディウスなどの役を演じた。そしてイギリスの古典的なスワッシュバックリング映画『ムーンレイカー (1958)』でチャールズ・スチュアート(キング・チャールズ2世)を演じ、映画デビューを果たした。
1966年にアメリカのテレビドラマ『ラット・パトロール』のジャック・モフィット軍曹役で、全58エピソードへ出演。わずか2シーズンの放映であったが、番組は50年以上経った現在でも世界中で愛され人気がある。
1961年に女優のデレナ・キッドと結婚、長男マシュー、長女ソフィー、次女エミリーの3人の子供がいる。末娘のエミリー・キャロライン・レイモンドも女優である。

## 主な出演作品

### 映画
- The Moonraker（1958）日本劇場未公開
- 怒りを込めて振り返れ Look Back in Anger（1958）日本劇場未公開
- 去年の夏 突然に Suddenly, Last Summer（1959）
- 求むハズ The Millionairess（1960）
- エル・シド El Cid（1961）
- アルゴ探検隊の大冒険 Jason and the Argonauts（1963）
- 偉大な生涯の物語 The Greatest Story Ever Told（1965）
- 要塞攻略戦 Massacre Harbor（1968）
- 撃鉄 GEKITETZ ワルシャワの標的 The Foreigner（2003）
- アフター・クライシス S.N.U.B!（2010）日本劇場未公開
- ナショナル・シアター・ライヴ2018／フォリーズ  National Theatre Live:Follies（2017）

### テレビドラマ
- 透明人間 The Invisible Man（1958）
- 世界を駆ける男 Man of the World（1962）
- セイント 天国野郎 The Saint（1965）
- ラット・パトロール(砂漠鬼部隊) The Rat Patrol (1966 - 1968)
- 謎の円盤UFO UFO（1970 - 1971）
- 作家探偵ジェイソン・キング Jason King（1971）
- ダンディ2 華麗な冒険 The Persuaders!（1971）
- 非情の指令・スパイ! Spy!（1980）
- 悪魔の異形 Hammer House of Horror（1980）
- ノーサンガー・アベイ Northanger Abbey（1987）
- もうひとつのアンネの日記 The Attic: The Hiding of Anne Frank（1988）
- スカーレット／続・風と共に去りぬ Scarlett（1994）

## その他
1999年10月 ゲイリー・レイモンド・インタビューによると、彼の母は半分ジプシーの血が入っており、苗字は『リー』だとのこと。幼いころ空襲から逃れる為ロンドンからレスターへ疎開したが、実際レスターも爆撃を受けており、毎晩鉄の箱の中へ寝かされていたとのこと。自分の誕生日を面白がっており、たまたまヒトラーの生年月日と同じであり、コロラド州での恐ろしい銃乱射事件の日でもあるとのこと。彼の父親はゲイリーが警察官になることを望んでいた、もし俳優になっていなければ、父親の言う通り警察官になっていたと思うとのこと。『ラット・パトロール』撮影時、彼にはニック・ディミトリという非常に才能のあるスタント・ダブルがいたとのこと。またそのスペインでの撮影時、ワールドカップ(サッカー)の決勝でイングランドがドイツを破ったとき、ドイツ人俳優のハンスが悔しがっていたことを憶えているとのこと。現在のハリウッド映画は、60年代や70年代のテレビ番組から長編映画を作る傾向がある。もし『ラット・パトロール』のリメイクが製作され、モフィット軍曹の父親役などを打診されたら出演するかとの問いに、テレビシリーズではモフィットの父親はノーマン・ウーランド(Norman Wooland)が演じていたが、もしリメイクでその役を引き継げるのなら凄いねとのこと。